# 国家保安法 (大韓民国)
国家保安法（こっかほあんほう）とは大韓民国（韓国）の治安立法の一つ。後述するように表現の自由を侵しているとの批判が強い法律ではあるが、憲法裁判所、大法院ではいずれも合憲判決がでている。

## 概要
韓国の国家保安を脅かすような反国家活動を規制することで国家の安全と国民の生存・自由を確保することを目的としている。1948年に制定されてから、反共イデオロギーを実現するための措置として、長年韓国における治安立法の中核をなしてきた。具体的には国内で朝鮮民主主義人民共和国（「北韓共産集団」）・共産主義を賛美する行為及びその兆候（軍政当時は南北統一の主張まで）が取締の対象となる。なお、日本の治安維持法をモデルにしたともいわれる。

## 歴史と現況
国家保安法は1948年8月15日の大韓民国建国直後に発生した麗水・順天事件を契機に、南朝鮮労働党や左翼勢力など、韓国国内の反李承晩（初代大韓民国大統領）勢力を除去するために、同年12月1日に公布、施行された。なお、大韓民国刑法が制定されたのはこの5年後、1953年である。「国連臨時朝鮮委員団」は、1949年の1年間に国家保安法によって検挙された人数を118,621人だと報告している。
国家保安法は1948年12月の制定以降に幾度か改訂がなされたが、1958年12月24日の改訂で現行法規に類似した法体制となった。四月革命直後に「悪法」として一旦は廃止されたが、1960年6月に法内容を大幅に修正・緩和された状態で再び制定された。5・16軍事クーデター後の1961年7月、反共法の制定にともない、国家保安法も再び修正・緩和された。大部分の事例では反共法がまず適用されたが、1970年代（第四共和国）には韓国政府を批判する行為が「利敵行為」とみなされたことから、政治犯事件に同法が濫用された。
現行の国家保安法は、非常戒厳令拡大措置によって国会が解散状態にあった1980年12月、全斗煥政権が設立した国家保衛立法会議を通過したことで制定された。この改訂で、国家保安法に反共法が統合され、新たに北朝鮮との往来も処罰対象になった。また、反国家団体を称賛・鼓舞する行為や国家保安法違反行為に対する不告知罪などで法の拡大解釈の余地が広がった。そのため、第五共和国体制下において、政治権力が批判勢力を弾圧するための道具として同法がたびたび活用される事態と冤罪が生じた（最大の具体例が後述の「学園浸透スパイ団事件」）。
1988年に盧泰愚政権が発足すると、同年に南北朝鮮の交流をうながす「7・7宣言」が発表され、さらに1990年には「南北交流協力に関する法律」の公布で韓国政府の承認下における北朝鮮との往来が可能になったことから、国家保安法はその存在意味に疑問を提起されるようになった。そのため、1990年代の民主化過程において、国家保安法は思想・言論の自由を縛る法律とみなされ、法改訂や廃棄を要求する主張が提起され続けた。しかし、保守勢力が法改正に対し強硬に反対してきたことから、大幅な法修正や廃棄がなされることなく今日に至った。
このような流れを受け、民主系の盧武鉉政権は人権抑圧の温床になった国家保安法を撤廃し、刑法の内乱罪と外患罪に統合を目指した。これに対し、不告知行為の取締りが困難になるとして、保守系野党・ハンナラ党は同法の存続を求めた。憲法裁判所と大法院も合憲判決を下しており、そのうち大法院の判決文では同法の必要性が説かれている。また、韓国国民を対象にした世論調査でも、保安法廃止は少数派である。
2007年12月の大統領選挙で李明博が当選、ハンナラ党が政権を奪還し、翌年4月の総選挙で、国家保安法廃止に賛成する議員が多かったウリ党の流れを受け継ぐ統合民主党や、左派系の民主労働党がいずれも議席を減らし、ハンナラ党を中心とする保守・中道保守勢力が国会の多数を占めたことで、国会内でも保安法廃止は少数派となった。
これは取りも直さず、韓国が現在も朝鮮戦争の準戦時体制であることに起因している（和平協定は結ばれておらず、戦闘行為が今のところ行なわれていない「休戦」状態である）。
なお、韓国に滞在中の外国人も同法の適用対象である。2014年8月、韓国に留学中の中国人留学生が左派系の集会に参加したり、インターネットで北朝鮮を称揚したりしたことで保安法違反となり、大韓民国法務部によって国外退去処分が執行された。

## 内容
現行の国家保安法は1980年12月31日の全文改訂により誕生し、1997年12月13日に第5次改定がなされた。全文は4章25条と付則によって構成されている。取り締まり対象は、下記の通りである。
- 反国家団体の構成（第3条）、及びに反国家活動の遂行（第4条）
- 反国家団体への自発的な支援とこれへの金品授受（第5条）、これを称賛・鼓舞する行為（第7条）
- 反国家団体構成員（北朝鮮のスパイなど）の韓国内潜入・脱出（第6条）
- 反国家団体構成員との会合・通信（第8条）、これへの便宜供与行為（第9条）、その存在など国家保安法違反の状況を知りながら当局に通報しなかった行為（不告知罪；第10条）
- 特殊職務の遺棄（第11条）
- 他人を陥れる目的で無実の者を同法違反者として通報する行為（誣告処罰規定）、及び同じ目的のために法律違反の証拠を捏造・隠匿する行為（第12条）

また、同法違反の罪に対する刑事訴訟手続の特例（第3章）、及び法律違反者の摘発協力に対する協力者への報償と援護（第4章）についても定められている。

## 法律による制約
韓国の主敵第一号は北朝鮮とされていることから、韓国では北朝鮮（朝鮮労働党）政府を「反国家団体」の一つとされている（南北政府は相互にその存在を認めていない）。また、在日朝鮮人団体の在日本朝鮮人総聯合会（朝鮮総連）及び在日韓国民主統一連合（韓統連）についても、反韓親北的な組織活動を理由に北朝鮮政府と同等の「反国家団体」に指定している。そのため、国家保安法により韓国国民または在韓外国人は下記のいずれかの制約を受ける。
- 韓国政府の許可なく韓国国民が北朝鮮と往来する行為は、同法第5条～第9条のいずれかに抵触する。
- 韓国国内で北朝鮮を称賛（親北）する行為は、同法第7条に違反する[9]。
- 北朝鮮の音楽や出版物などの「利敵表現物」も規制対象となる。
- 反韓・親北的な団体は、反国家団体または利敵団体の指定を受けると、韓国国内での合法的な存立が不可能となる。

## 違反事件
韓国では国家保安法違反容疑で韓国当局に摘発・告訴された事件がいくつか存在する。
進歩党事件
社会民主主義的な綱領と政策を持つ第一共和国時代の野党・進歩党の関係者らが、「北朝鮮の主張に同調し、北朝鮮のスパイ活動を幇助した」として韓国警察・韓国陸軍特務部隊に検挙され、党首の曺奉岩が死刑となった事件。しかし2010年から再審が行われ、2011年に無罪判決が確定した。
人革党再建委員会事件
反国家団体である人民革命党を「設立」したとして1964年に“摘発”された（第一次事件）元関係者らが、1974年に党の再建を目論んだとして韓国中央情報部に検挙され、死刑となった事件。しかし、ソウル中央地裁は2007年1月23日、再審判決で8人全員に無罪を言い渡した。遺族らは「32年ぶりに法的に名誉回復された」と歓迎した。また2008年1月23日には、懲役刑となった14人に対しても無罪判決が言い渡された。
学園浸透スパイ団事件（11・22事件）
1975年11月22日、ソウル大学校などで、主に日本の関西出身の在日韓国人留学生達18人が、留学生の徐兄弟（徐勝・徐俊植の二人）をリーダーとするスパイ団であるとされ、中央情報部に逮捕された事件。死刑判決を受けた関係者、懲役判決を受けた関係者に対して2010年7月に「真実・和解のための過去史整理委員会」が、国軍保安司令部（現・国軍機務司令部）による冤罪であったと結論付ける例が出ている。2011年2月までに3人、9月には更に2人、2013年5月にも2人（これにより金大中に対し下されていた1980年の死刑判決は根拠を喪失した）に対し再審無罪判決が下った。
姜禎求筆禍事件
2005年、東国大学校教授の姜禎求が「6・25は北朝鮮が試みた統一戦争」「韓国戦争は北朝鮮指導層が試みた統一戦争で、内戦」「韓国戦争は統一戦争」「6．25戦争は内戦で、北朝鮮指導部が試みた統一戦争」という朝鮮戦争観を主張して、9月に検察庁が国家保安法違反容疑で任意同行したが、逮捕直前の10月に千正培法務長官が指揮権を行使する。しかし、12月に在宅起訴され、判決では「冷徹かつ合理的な学問的テーマではなく、刺激的で煽動的な親北朝鮮の主張だ」「韓国戦争に米国が介入しなければ、1ヵ月以内で戦争は終わっていたはずだという被告の推論は、米国など国連連合軍の参戦がなければ、北朝鮮の赤化統一により、現在の大韓民国が存在していないことを意味する」「被告は、法廷でも犯罪事実と類似の主張を曲げておらず、厳格な司法判断が必要だ」として、懲役2年、執行猶予3年、資格停止2年の有罪判決を言い渡す。